# マスターズ・オブ・ホラー (映画)
『マスターズ・オブ・ホラー』（原題: Nightmare Cinema）は、2018年公開のホラー映画。5人の映画監督（アレハンドロ・ブルゲス、ジョー・ダンテ、ミック・ギャリス、北村龍平、デヴィッド・スレイド）によるアンソロジー作品である。

## あらすじ
映写技師(ミッキー・ローク)の経営する映画館に見知らぬ5人が集結する。中に入ると、観客たちは自分の最も深い恐怖と最も暗い秘密の物語を目撃する。

### 第1話「森の中の物体X」(The Thing in the Woods)
- 監督：アレハンドロ・ブルゲス
- 出演：エリック・ネルソン、サラ・ウィザース、ケビン・フォンテイン、クリス・ウォーレン

深夜、サウスパサデナの古びた映画館「リアルト」に入ったサマンサ。スクリーンには、何者かに追われ、死体で埋め尽くされた森を走る血まみれの自分の姿が映し出されていた。

### 第2話「ミラリ」(Mirari)
- 監督：ジョー・ダンテ
- 出演：リチャード・チェンバレン、ザラ・マーラー、マーク・グロスマン、ベリンダ・バラスキ

顔に傷のあるアナは、ハンサムな恋人から紹介されたクリニックで整形手術を受けることになる。

### 第3話「マシット」(Mashit)
- 監督：北村龍平
- 出演：モーリス・ベナール、ステファニー・クード、カリスタ・ベス、マリエラ・ガリーガ

カトリック神学校で悪魔マシットに取り憑かれ生徒たちに、ベネディクト神父とシスターパトリシアが立ち向かう。

### 第4話「出口はこちら」(This Way to Egress)
- 監督：デヴィッド・スレイド
- 出演：エリザベス・リーサー、アダム・ゴッドリー、エズラ・ブジントン、ブロンウィン・メリル、パトリック・ウィルソン

2人の息子と病院の受付で診察待ちをしているヘレンは、世界が徐々に変化していることに気づく。

### 第5話「死」(Dead)
- 監督：ミック・ギャリス
- 出演：ファリ・ラコトハヴァン、アナベス・ギッシュ、ダリル・C・ブラウン、レキシー・パンテーラ、オーソン・チャップリン

ライリーはピアノの発表会を終えて帰宅する途中に見知らぬ男に襲われ、蘇生後に死者を見るようになる。

## 公開
2018年7月13日にカナダのファンタジア国際映画祭にてワールドプレミア上映が行われ、2019年6月21日に米国で限定公開された。

## 評価
レビューサイトのRotten Tomatoesでは、45人の批評家レビューにより、76％の支持率と10点中6.2点の平均評価を受けている。総合評価は「見事に折衷的でありながら、他のホラーアンソロジーよりも一貫しているこの映画は、古き良き時代のクリープショーを楽しみたい気分の視聴者を楽しませてくれるだろう。」。 Metacriticでは、9人の批評家レビューに基づいた加重平均スコアは100点中60点であり、平均的なスコアとなっている。